# San Martín (Meta)
Pour les articles homonymes, voir San Martín.

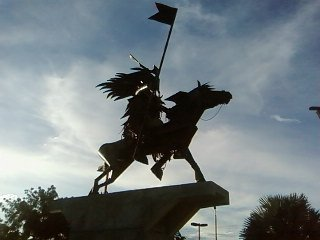
San Martin - statue équestre.

San Martín ou San Martín de los Llanos est une municipalité (municipio) colombienne du département de Meta.
Le chef lieu de la municipalité de San Martín porte le même nom et se trouve à l'altitude moyenne de 405 mètres.
Comme la plupart des municipalités de Colombie, San Martín possède son blason, son drapeau et son hymne.

## Histoire

### La période coloniale
Les premiers conquistadores qui arrivèrent dans les Llanos orientaux furent Jorge de Spira et Nicolás de Federmán, en 1531.
Ils furent suivis par Hernán Pérez de Quesada en 1541, Juan de Avellaneda en 1550 et Gonzalo Jiménez de Quesada en 1569. Ils étaient tous en quête de l’El Dorado ; recherche qui motiva également le capitan Pedro Daza de Heredia, qui fonde en 1585 la cité de San Martín, sous le nom de Medina de las Torres, comme cité intermédiaire entre San Juan de los Llanos et Tunja.
Les Indiens détruisirent complètement l’établissement de Medina de las Torres qui fut reconstruit le 10 avril 1641 par le gouverneur Juan de Zárate sous le nom de San Martín del Puerto, sur les rives du río Camoa, dans un léger pli de terrain qui offrait une merveilleuse vue panoramique.
Pendant l’époque de la colonisation, le territoire de San Martín appartenait à la vice-royauté de Santa Fe de Bogotá et avait le statut de cantón (région provinciale) de San Martín del Puerto.
À partir de cette période, les années se sont succédé sans événements notables, en de paisibles et pastorales activités, ponctuées par des rencontres avec les indiens et des changements de missionnaire, ou d’autorités civiles et militaires.

### Indépendance
Après plus d’un siècle, commencèrent des mouvements qui devaient aboutir aux actions violentes de la guerre d’indépendance, menées par des sanmartineros engagés dans l’armée patriotique.
Ainsi, Nonato Pérez livra la bataille de l’Upia le 21 février 1818 ; puis il attaqua et vainquit le bataillon royaliste de San Martín.
Des sanmarineros participèrent à des combats au marais de Vargas, au pont de Boyacá, puis allèrent jusqu’au Pérou.
À leur retour, certains sanmartineras dont Pablo Enciso et Paulino Rey, exhibèrent les médailles d’argent qu’ils avaient reçues en reconnaissance des batailles et actions d’éclat qu’ils avaient menées. Ces médailles portaient l’inscription : « A los vencedores de Ayacucho » (« Aux vainqueurs d’Ayacucho »).

### La période moderne
Le territoire de San Martín a fait partie de l’État souverain de Cundinamarca pendant la période de l’Union colombienne. Il fut alors cédé au gouvernement central par un acte législatif du 1er septembre 1867. La nation accepta cette cession par la loi du 4 juin 1868. En conséquence, l’administration et les frais furent à la charge de la trésorerie nationale. Durant cette période, le territoire pris le nom de Los Llanos et sa capitale prit le nom de San Martín de los Llanos.
En 1905 fut créée l’intendance nationale du Meta. San Martin perdit alors son rôle de capitale régionale, au profit de Villavicencio.
San Martín est l’agglomération la plus ancienne du département de Meta. Elle prit le rang de municipalité (municipio) par décret national no 237 de 1958.

## Géographie

### Toponymie
Le nom de San Martín vient du saint qui lui est consacré, fêté en grande pompe le 11 novembre.

### Limites
- Nord : municipalités de Guamal, Castilla la Nueva, San Carlos de Guaroa et Puerto López
- Ouest : municipalités de Granada, El Castillo, El Dorado et Cubarral
- Sud : municipalités de Fuente de Oro, Puerto Lleras et Mapiripán
- Est : municipalité de Puerto Gaitán

### Climat
La température moyenne annuelle est autour de 27 °C.